# Gradsteinia
Gradsteinia es un género de musgos hepáticas perteneciente a la familia Amblystegiaceae. Comprende 2 especies descritas y aceptadas:

## Taxonomía
El género fue descrito por   Ochyra y publicado en Tropical Bryology 3: 19. f. 1–3. 1990. La especie tipo es: Gradsteinia andicola Ochyra	

## Especies aceptadas
A continuación se brinda un listado de las especies del género Gradsteinia aceptadas hasta junio de 2013, ordenadas alfabéticamente. Para cada una se indica el nombre binomial seguido del autor, abreviado según las convenciones y usos.
- Gradsteinia andicola Ochyra
- Gradsteinia torrenticola Ochyra, C. Schmidt & Bültmann